# جوناس
جوناس (22 سبتمبر 1972 بأنغولا - ) هو لاعب كرة قدم أنغولي في مركز الوسط. شارك مع منتخب أنغولا لكرة القدم.

## وصلات خارجية
- جوناس على موقع قاعدة بيانات كرة القدم.إي يو (الإنجليزية)
- جوناس على موقع ناشيونال فوتبول تيمز (الإنجليزية)